# Liste irischer Erfinder und Entdecker
Die Liste irischer Erfinder und Entdecker ist eine Liste von Erfindern und Entdeckern aus Irland in alphabetischer Reihenfolge des Familiennamens.

## Liste

### B
- Yvonne Barr: Entdeckung und Beschreibung des Epstein-Barr-Virus (gemeinsam mit Anthony Epstein und Bert Achong)
- Francis Beaufort: Beaufort-Skala
- Jocelyn Bell Burnell: Mitentdeckerin des ersten Neutronensterns

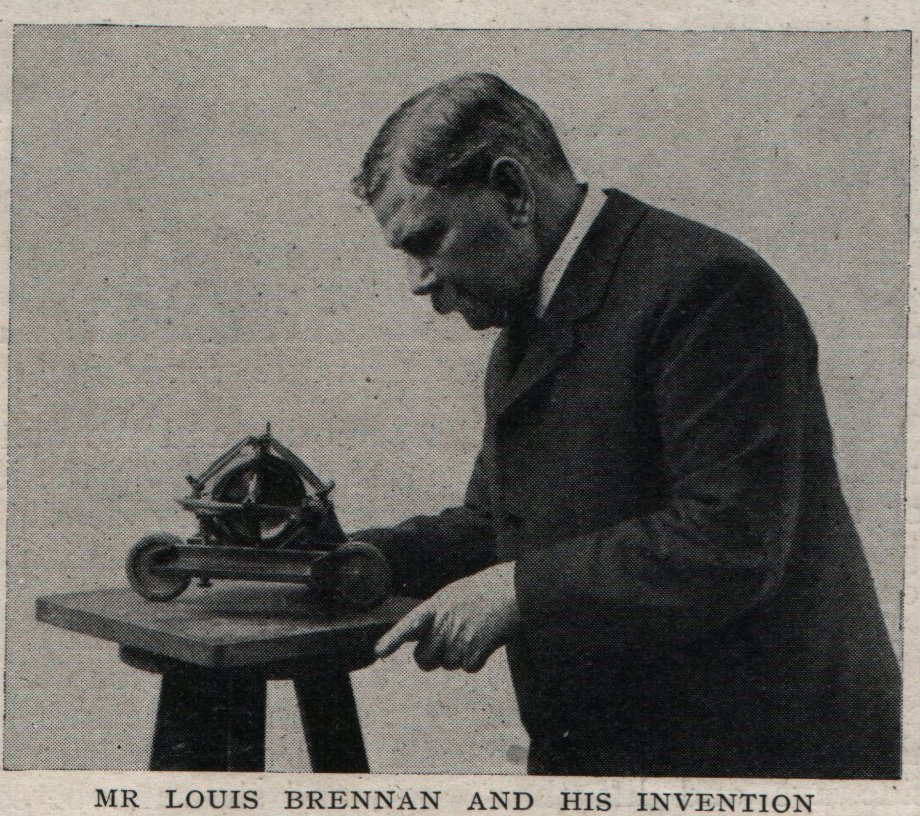
Louis Brennan

- Louis Brennan: Einschienenbahn, die durch ein Kreiselsystem stabilisiert wurde
- George Boole: Mathematiker, Boole’sche Algebra
- Robert Boyle: Physiker, Gesetz von Boyle-Mariotte

### C
- Nicholas Callan: Physiker, erster Funkeninduktor (nach Vorarbeiten von Faraday)
- Richard Cantillon: Ökonom
- John Clayton: gilt als einer der Entdecker des Erdgases
- Aeneas Coffey: Verbesserung des Column Still

### D
- James J. Drumm: Erfinder der Drumm-Batterie
- John Boyd Dunlop: aufblasbarer Reifen

### F

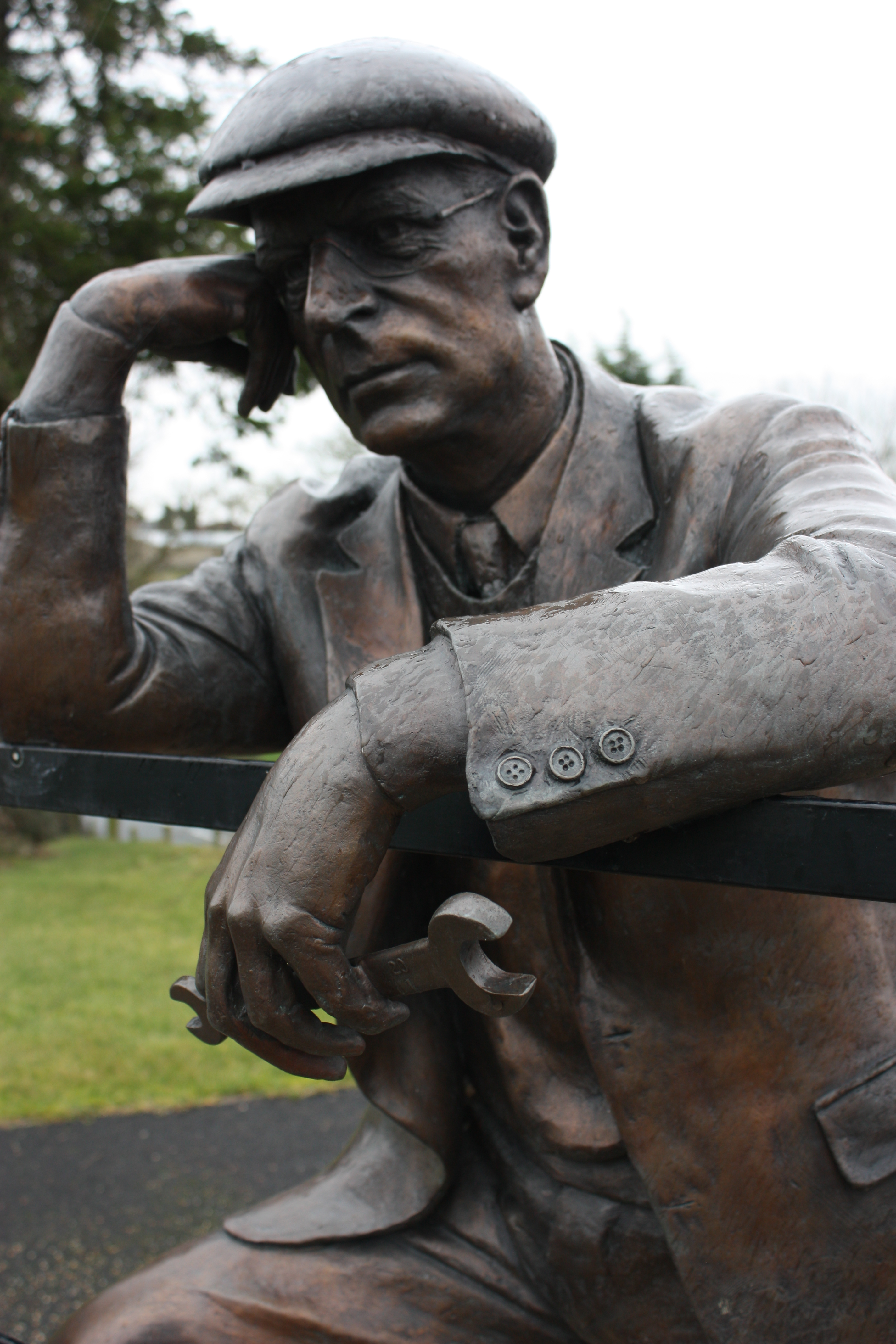
Harry Ferguson

- Harry Ferguson: Erfinder des angekoppelten, anhebbaren Pfluges

### G
- John Robert Gregg: Kurzschrift
- Howard Grubb:  Erfinder des Reflexvisier

### H
- Sir William Rowan Hamilton: Einführung und Untersuchung der Quaternionen
- John Philip Holland: Konstrukteur der ersten praktisch eingesetzten U-Boote der US-Marine

### J
- John Joly: Physiker und Geologe, der sich mit Radioaktivität befasste und sie in der Medizin (Radiotherapie) und geologischen Altersbestimmung anwandte

### K
- John Howard Kyan, Verfahren zur Herstellung von Papier- und Holzschutzmitteln.

### M
- Robert Mallet: wird manchmal als „Vater der Seismologie“ bezeichnet, und ihm wird der Begriff ‚Seismologie‘ zugeschrieben; ebenso wie andere verwandte Fachbegriffe, die er in seinen Arbeiten gebrauchte, so etwa ‚Isoseistenkarte‘. Auf ihn geht auch die Bezeichnung ‚Epizentrum‘ zurück.
- James Murray: „Milk of Magnesia“

### O
- Samuel O’Reilly (Irland/USA), elektrische rotierende Tätowiermaschine

### P
- Frank Pantridge (Nordirland), tragbarer Defibrillator, 1965
- Charles Algernon Parsons: war der erste, der 1894 ein mit Dampfturbinen getriebenes Schiff baute, die Turbinia

### S
- Ernest Shackleton: Polarforscher

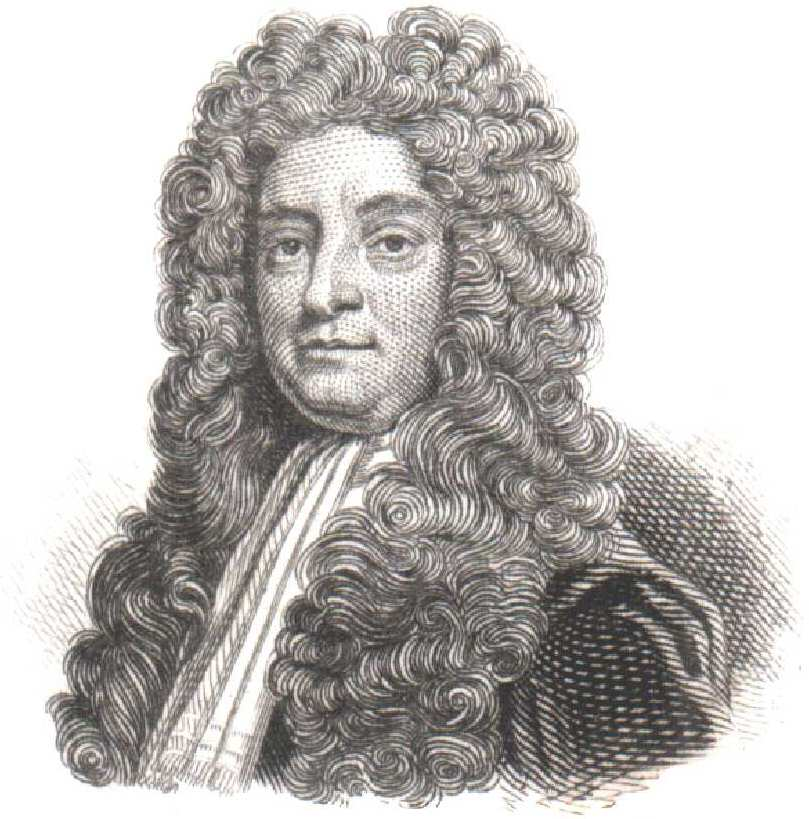
Hans Sloane

- George Johnstone Stoney: Physiker, gab der Elementarladung den Namen Elektron.

### T
- John Tyndall: Vorläufer der modernen Glasfaserkabel

### W

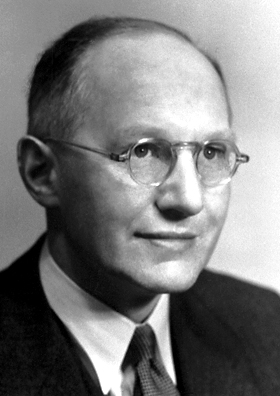
Ernest Walton

- Ernest Walton: Physiker, Nobelpreis für Pionierarbeit auf dem Gebiet der Atomkernumwandlung durch künstlich beschleunigte atomare Partikel